# Thiago Godoi
Thiago Godoi é um cantor e compositor brasileiro de música cristã contemporânea.

## Discografia
- Brilharei (2011)[4]